# Molnár Imre (szociológus)
Molnár Imre (Ipolyság, 1956. november 26.–) szociológus, történész, diplomata.

## Élete
A pozsonyi Comenius Egyetemen végzett, 1979–1981 között a szegedi József Attila Tudományegyetem hallgatója volt. 1986-ban az Eötvös Loránd Tudományegyetemen szerzett diplomát, majd 1994-ben egyetemi doktori, és 1998-ban kandidátusi fokozatot.
1986–1988 között a Magyar Mezőgazdasági Múzeumban, 1988-1990 között a Magyarságkutató Intézetben, 1990-1993 között a Miniszterelnöki Hivatal Határon Túli Magyarok Hivatalában, 1993-1998 között pedig a Teleki László Alapítvány Közép-Európa Intézetében dolgozott. 1998-tól a Magyar Külügyminisztérium munkatársa. Diplomataként több ízben Magyarország varsói nagykövetségén dolgozott. 2015-2019 között a Pozsonyi Magyar Intézet igazgatója.
Nős, lengyel felesége és négy gyermeke van.

## Művei
Több, a szlovákiai magyarság történelmével és a lengyel-magyar történelmi kapcsolatokkal foglalkozó cikk, tanulmány és könyv szerzője, illetve szerkesztője. Egyetemi tanulmányai befejezése óta foglalkozik Esterházy János életművének kutatásával.
- Molnár Imre–Varga Kálmán: Hazahúzott a szülőföld... Visszaemlékezések, dokumentumok a szlovákiai magyarság Csehországba deportálásáról, 1945–1953; Püski, Bp., 1992
- Esterházy János. 1901–1957; Nap, Dunaszerdahely, 1997
- Zdradzony bohater János Esterházy, 1901–1957; lengyelre ford. Justyna Goszczyńska, Alicja Mazurkiewicz; Fronda, Warszawa, 2004 (Biblioteka Frondy)
- "Sem gyűlölettel, sem erőszakkal...". Esterházy János élete és mártírhalála; Kecskés László Társaság, Komárom, 2008
- Az igazság szabaddá tesz. Boldog Jerzy Popiełuszko, lengyel mártírpap élete és halála a történelmi dokumentumok és visszaemlékezések tükrében; Magyar Egyháztörténeti Enciklopédia Munkaközösség–Historia Ecclesiastica Hungarica Alapítvány, Bp., 2010
- Esterházy János élete és mártírhalála; Méry Ratio, Somorja, 2010
- The life and martyrdom of János Esterházy (Esterházy János élete és mártírhalála); angolra ford. Frank Orsolya; Méry Ratio, Šamorín, 2011
- Život a martýrska smrť Jánosa Esterházyho (Esterházy János élete és mártírhalála); szlovákra ford. Angelika Dončová; Méry Ratio, Šamorín, 2012
- Esterházy János élete és mártírhalála; Magyar Közlöny Lap- és Könyvkiadó, Bp., 2013 (Nemzeti könyvtár)
- Hivatásunk magyar, küldetésünk európai. Molnár Imrével beszélget Spangel Péter; Kairosz, Bp., 2015 (Magyarnak lenni)
- Jerzy Popiełuszko élete és mártírhalála; Méry Ratio, Samorín, 2017
- Áldozatból fakadó szentség és küldetés. Magyar hivatás a Kárpát-medencében. Esszék és elmélkedések; Sarutlan Kármelita Nővérek, Magyarszék, 2019 (A Kármel látóhatára)